# Poper Stand Up Científico
Poper Stand Up Científico es el primer grupo latinoamericano de comedia en vivo de divulgación científica surgido como continuación independiente de la iniciativa de Diego Golombek en conjunto con el Ministerio de Ciencia, Tecnología e Innovación Productiva argentino, Tecnópolis y TECtv. La propuesta invitó a estudiantes y egresados de carreras científicas a participar del primer Curso de Stand Up Científico a cargo del reconocido humorista Diego Wainstein, para crear monólogos con contenidos científicos. Utilizando el formato del stand up como recurso, buscan hablar de las ciencias de forma amena para todo público, conocedor o no, pero también hablar de los científicos y de la percepción de las ciencias en la sociedad. El nombre "Poper" es un juego de palabras con las iniciales de POPularización Entre Risas y un homenaje al epistemólogo Karl Popper.

## Orígenes y formación
A principios del 2015 el Ministerio de Ciencia, Tecnología e Innovación Productiva, junto conTecnópolis y TECtv  organizaron el Primer Curso de Stand Up Científico con el fin de brindar herramientas pedagógicas innovadoras para la comunicación científica. El curso recibió alrededor de 200 inscriptos, de los cuales se seleccionaron 30 según antecedentes científicos, artísticos y de divulgación general. Las personas seleccionadas fueron estudiantes de grado, de posgrado e investigadores que desarrollan sus actividades en distintas instituciones científicas de Argentina.  El contenido del curso incluyó diversas técnicas de stand-up como: la búsqueda de personajes, creación de rutinas, la construcción de chistes, el trabajo con elementos y micrófonos, el trabajo vocal, gestual y corporal y la comunicación con el público. Durante el curso cada participante produjo monólogos que fueron exhibidos en Tecnópolis, con el título “Humor Científico”   concretando 18 funciones donde hubo muy buena recepción por parte de un público que se componía principalmente por personas ajenas al ámbito científico llegando a tener picos de 900 espectadores por presentación. Culminada esta etapa algunos egresados del curso de Stand Up científico se organizaron independientemente para conformar el grupo Poper Stand Up Científico.

## Integrantes
Actualmente Poper está constituido por 18 integrantes (9 mujeres y 9 hombres) entre estudiantes de grado, postgrado e investigadores que abarcan diversas áreas del conocimiento.
Aramburu, Roxana
Es Licenciada en Biología y Doctora en Ciencias Naturales por la Universidad Nacional de La Plata. Es jefa de trabajos prácticos e investigadora adscripta en la Facultad de Ciencias Naturales y Museo (UNLP). Ha publicado sus investigaciones, principalmente en ecología de aves, en numerosas revistas científicas locales y extranjeras.  Se formó en actuación y en dramaturgia en La Plata y Buenos Aires. Como dramaturga, cuenta con más de treinta obras de teatro de su autoría. Recibió 16 distinciones y premios de instituciones nacionales y extranjeras por sus textos teatrales. En el año 2014 fue elegida para formar parte del ciclo Autoras Argentinas, en el Teatro Nacional Cervantes.
Chiaramoni, Nadia
Es Licenciada en Biotecnología de la Universidad Nacional de Quilmes y Doctora en Ciencias Básicas y Aplicadas. Actualmente es investigadora asistente de CONICET. Estudia sistemas de transporte de drogas. Es docente universitaria y dirige becarios, tesistas y seminaristas. Tiene numerosas publicaciones en revistas internacionales. Realizó diferentes cursos de Stand-Up y un taller de guion. Participó como comediante en Stand up-Eros (Complejo La Plaza) y como productora y comediante en “Un toque de Maldad” en Absinth, Club de Comedia. Actualmente se presenta semanalmente en el unipersonal “Mente Positiva” en Absinth, La Casa de la Comedia.
Corapi, Enrique
Es Lic. en Ciencias. Biológicas, Magíster en Ciencias Biomédicas y actualmente realiza su Doctorado en glicómica funcional aplicada a Cáncer, en la Facultad de Ciencias Exactas y Naturales de la Universidad de Buenos Aires con una beca de CONICET. Trabajó en distintos programas televisivos: Producción y actuación en eventos de Ciencia recreativa “Luigi y cerebro¨; asesor técnico, producción en el programa Doctores Telefe y asesor técnico, producción y actuación en el programa “La Nave de Marley” TELEFE. Participó además en numerosas actividades de extensión universitaria en FCEN, UBA como la Noche de los Museos y la Semana de la Química. 
Corapi, Luis
Es Licenciado en Química. Estudió Ingeniería en Alimentos y trabaja en la potabilización del agua en Aysa. Trabajó en distintos programas televisivos como la producción y actuación en eventos de Ciencia recreativa “Luigi y cerebro¨; asesor técnico, producción en el programa Doctores TELEFE y asesor técnico, producción y actuación en el programa “La Nave de Marley” Telefe.

de Almeida, Julián
Es Licenciado en Biología por la Universidad de Buenos Aires y doctor en Neurociencias recibido en la Universidad de Barcelona. Tiene varias publicaciones en revistas internacionales. Es autor del libro Parte de la Existencia, un biólogo por Latinoamérica. Fue entrevistado en distintos programas de radio como autor y tiene además muchas publicaciones en línea de "Parte de existencia".
Farina, Martín Ezequiel
Estudiante de paleontología en la Universidad de Buenos Aires. Participó en numerosos proyectos de extensión como por ejemplo en Tecnópolis y en el Museo Argentino de Ciencias Naturales. Brinda charlas en colegios sobre la reserva natural integral y mixta Laguna de Rocha. Estudió teatro desde los 10 años y participó en varias producciones tanto como actor, productor y asistente de dirección. Además participó en el desarrollo y la producción de distintos Programas de TV como “El Rastro Fósil” y “Museodinámica” y fue codirector y guionista junto con Andrés Pujol y Daniel Sánchez de “MonteGrandeando”; cortos de divulgación histórica sobre la ciudad de Monte Grande. En radio fue columnista del programa “Cancelá la Siesta”, entre otros. Se retiró del grupo en noviembre de 2017.
Fernández Piana, Lucas
Es Licenciado en Ciencias Matemáticas de la Universidad de Buenos Aires. Actualmente es becario de CONICET cursando el Doctorado en UBA. Su área de interés es la estadística, específicamente los modelos de regresión robusta en datos funcionales. Es docente universitario y estudió teatro, improvisación, acrobacia de piso y aérea, circo y clown. Actualmente es miembro del grupo Impronunciables dedicado a la improvisación teatral. 
García de Souza, Javier
Es Licenciado en Biología y Doctor en Ciencias Naturales de la Universidad Nacional de La Plata. Actualmente es Investigador Asistente de CONICET, trabaja en ecología acuática y acuicultura ecológica. Publicó artículos científicos en revistas nacionales e internacionales, informes técnicos y trabajos de transferencia vinculados con la acuicultura ecológica. Es docente, extensionista y divulgador científico. Realizó diversos cursos de teatro, de entrenamiento físico para el actor y de danza contemporánea. Fue elenco de 4 obras de teatro y 15 obras de teatro danza. Actualmente integra dos compañías de danza teatro (Espiardanza y La Pecueca) y dirige dos obras registradas a su nombre.
Gilles, Facundo
Es Licenciado en Ciencias Físicas en la Universidad de Buenos Aires. Actualmente es becario doctoral de CONICET. Estudia nanocanales de estado sólido modificados con monocapas poliméricas y le interesan los fenómenos de la mesoescala. Publicó distintos trabajos en revistas internacionales. Es docente universitario y realizó diversas tareas de extensión como su participación en Tecnópolis. Baila folclore y salsa. 
Hoijemberg, Mauro
Es estudiante de Biología y Técnico de Jardinería de la Universidad de Buenos Aires. Realizó un taller de improvisación teatral. Participó en la producción y actuación de Parripollo TV y en PEUHEC-UBA (programa de extensión universitaria en huertas escolares y comunitarias). Es docente de química a nivel secundario y fue profesor de taller de huerta educativa para chicos y de taller de agricultura urbana.
Kristoff, Gisela
Es Bioquímica y Doctora en Química por la Universidad de Buenos Aires. Es investigadora adjunta de CONICET. Dirige su grupo de investigación: Ecotoxicología Acuática- invertebrados nativos. Es docente universitaria y directora de investigadores, tesistas de licenciatura, doctorado y maestría. Tiene numerosas publicaciones en revistas internacionales y artículos de divulgación. Es miembro del C. Directivo de la Sociedad de Toxicología y Química Ambiental. Trabajó en extensión universitaria dirigiendo un proyecto: Ciencia Re-creativa, en Ferias del Libro, jardines, Semanas de la Química y Noche de los Museos. Hizo cursos de dramaturgia y cámara y desde el 2009 estudia teatro. Actuó en 8 obras y 3 cortos.
Marcías, María Laura
Es Licenciada en Cs. Biológicas, orientación Biología Acuática y está cursando la Carrera de Especialización en Comunicación Pública de la Ciencia y la Tecnología en la Universidad de Buenos Aires. Es buzo y baila Hip Hop. Participó en diversas tareas de extensión y divulgación científica: en Tecnópolis, Noche de los Museos, Feria del Libro y la Semana de la Biología (UBA). Es voluntaria del Instituto de Conservación de Ballenas y participó durante 7 años en la redacción de artículos de divulgación para chicos sobre la conservación de ballenas y el medioambiente (Lista Franca Junior).
Olivieri, Vanesa
Es Licenciada en Biología, Universidad de Buenos Aires, ambientalista. Realizó distintos cursos de stand-up y participó como comediante y productora en shows fijos como “Afilados” y “De a 2”. Fue finalista en el primer concurso Nacional de Stand Up y participó en el Festival de Ciudad Emergente. También hizo cursos de improvisación y de comicidad.
Otero, Laura
Es Licenciada en Biotecnología con orientación en Genética Molecular y Técnica de Laboratorio egresada de la Universidad Nacional de Quilmes. Tiene experiencia docente, participó en distintos proyectos de investigación y tiene experiencia en docencia universitaria. Realizó distintos cursos de Stand Up y un taller de escritura humorística. Además se presentó en distintos lugares, teniendo un show semanal.
Rodríguez, Victoria
Es estudiante de Biología en la Universidad de Buenos Aires y de Artes Dramáticas. Participó en diversas tareas de extensión universitaria y de divulgación como por ejemplo ser guía de Tecnópolis.
Saint Esteven, Alejandro
Es Licenciado en Biología con orientación en Sistemática y Morfología Animal egresado de la Universidad de Buenos Aires. Actualmente está haciendo el Doctorado con una beca UBA. Participó en distintas tareas de extensión universitaria como por ejemplo ser guía educativo en el Museo Argentino, instructor del lenguaje de señas argentino, Semana de la Biología (FCEN), Noche de los Museos. Como actor tuvo presentaciones regulares en la feria de las ciencias y la tecnología Tecnópolis y en el Túnel de las Ciencias.
Saponara, Juliana
Es Licenciada en Astronomía egresada de la Universidad Nacional de La Plata. Actualmente está haciendo el doctorado en Astronomía con una beca de CONICET. Participó en distintos trabajos de extensión como en la Expo-Universidad, taller de astronomía para chicos, charla de divulgación en el Planetario y trabajó en la Secretaría de Extensión de las Ciencias Astronómicas y Geofísicas. Realizó distintos cursos de teatro, clown, mimo e improvisación y tuvo distintas presentaciones artísticas.
Sganga, Daniela
Es Licenciada en Biología, egresada de la Universidad de Buenos Aires con orientación en sistemática y morfología animal. Actualmente es becaria del CONICET y estudiante de doctorado de la UBA. Su tema de investigación es la reproducción de crustáceos. Hizo varios cursos de teatro, circo y de gimnasia. Se desempeñó como docente en nivel medio y universitario en diversas asignaturas. Participó en diversas actividades de popularización de la ciencia, como la semana de la Biología, organizada por la Facultad de Ciencias Exactas y Naturales (UBA) y La Noche de los Museos y formó parte del área biología en proyectos multidisciplinarios junto con el Grupo Espeleológico Argentino.

## Gira Nacional 2016
En mayo de 2016 comienza en Tandil (Buenos Aires) la gira nacional que los llevó a recorrer 10 ciudades en 7 provincias de toda la República Argentina   además de una presentación en la ciudad de Montevideo:
- 23 de septiembre de 2016: Semana Provincial de la Ciencia, Ushuaia, Tierra del Fuego.
- 22 de septiembre de 2016: Semana Provincial de la Ciencia, Río Grande, Tierra del Fuego.
- 14 de septiembre de 2016: Humor Guanaco, Puerto Madryn, Chubut.
- 7 de septiembre de 2016: Foro CILAC - Unesco, Montevideo, Uruguay.
- 26 de agosto de 2016: Semana de la Ciencia, Rafaela, Santa Fe.
- 10 de agosto de 2016: XIX Congreso Nacional de Arqueología, Tucumán.
- 7 de junio de 2016: Semana Provincial de la Ciencia y la Innovación Productiva, Neuquén Capital.
- 6 de junio de 2016: Pomona / Luis Beltran / Choele Choel (Escuelas secundarias). Río Negro.
- 19 de mayo de 2016: Jornada de Extensión del Mercosur, Tandil, Buenos Aires.

## Presentaciones
Poper se caracteriza por tener un amplio rango de recepción en su público tanto en ámbitos científicos como en los que son totalmente ajenos a la temática. Tal es así que se ha presentado regularmente en espacios tan disímiles entre sí como Clubes de Comedia o Congresos Científicos, pasando por Colegios secundarios, Casamientos y otros eventos privados. El grupo no solo ofrece shows, sino que también brinda Talleres de Comunicación Científica. Entre sus presentaciones destacadas se puede mencionar la temporada 2015 en Tecnópolis, el show semanal en Absinth, La Casa de la Comedia y el show regular en el Centro Cultural de la Ciencia:
- 30 de septiembre de 2016: Colegio Nuestra Señora de Monte Grande, Esteban Echeverría, Buenos Aires.
- 29 de septiembre de 2016: Universidad del Este, La Plata, Buenos Aires.
- 23 de septiembre de 2016: Semana Provincial de la Ciencia, Ushuaia, Tierra del Fuego.
- 22 de septiembre de 2016: Semana Provincial de la Ciencia, Río Grande, Tierra del Fuego.
- 7 de septiembre de 2016: Foro CILAC - Unesco, Montevideo, Uruguay.
- 28 de agosto de 2016: Espacio CONICET de Tecnópolis, San Martín, Buenos Aires.
- 26 de agosto de 2016: Semana de la Ciencia, Rafaela, Santa Fe.
- 18 de agosto de 2016: Pasaje Dardo Rocha, Buenos Aires.
- 10 de agosto de 2016: XIX Congreso Nacional de Arqueología, Tucumán.
- 30 de julio de 2016: Fundación Telefónica, CABA.

- 12 de julio de 2016: Liceo Bachiller Nº4, CABA.
- 27 de junio de 2016: Colegio Galileo Galilei, CABA.
- 7 de junio de 2016: Semana Provincial de la Ciencia y la Innovación Productiva, Neuquén Capital.
- 6 de junio de 2016: Pomona / Luis Beltran / Choele Choel (Escuelas secundarias), Río Negro.
- 19 de mayo de 2016: Jornada de Extensión del Mercosur, Tandil, Buenos Aires.
- 14 de mayo de 2016: Centro Cultural Contrasendios, Quilmes, Buenos Aires.
- 14 de marzo de 2016: Universidad Nacional de Quilmes, Show apertura de Cuatrimestre. Quilmes, Buenos Aires.
- 12 de marzo de 2016: La noche de las Librerías, CABA.
- 11 de marzo de 2016: TECNOx, Taller de monólogos científicos y divulgación de la ciencia. CABA.
- 14 de febrero de 2016: Fiesta del Tomate Platense, La Plata, Buenos Aires.
- Diciembre 2015-Actualidad: Centro Cultural de la Ciencia. Show quincenal. Polo Científico-Tecnológico. CABA.
- 6 de noviembre de 2015: Feria Nacional de Clubes de Ciencia. Minas, Uruguay.
- 2 de noviembre de 2015: Universidad de San Andrés, Buenos Aires.
- 31 de octubre de 2015: Noche de los Museos, Facultad de Cs. Exactas y Naturales, UBA. CABA.
- 30 de octubre de 2015: Noche de Halloween, Museo Argentino de Ciencias Naturales. CABA.
- 16 de octubre de 2015: Instituto San Román, CABA.
- 15 de octubre de 2015: Universidad de Quilmes. Show de cierre de 2° Jornadas de doctorandos y estudiantes avanzados de ciencia y tecnología. Quilmes.

- 8 de octubre de 2015: Cierre de los Juegos CONICET, Chapadmalal, Buenos Aires.
- 5 de octubre de 2015: Semana de la Química, Facultad de Cs. Exactas y Naturales, UBA. CABA.
- 16 de septiembre de 2015: Charlas POP, “Sacar a la calle el conocimiento”, Centro Cultural Nestor Kirchner. CABA.
- 19 de septiembre de 2015: Juventud para la Victoria, La Plata.
- Septiembre 2015: Bollini Bar, CABA.
- Octubre de 2015 – marzo de 2016: Absinth, La Casa de la Comedia, CABA. Show semanal los viernes.
- Agosto-septiembre de 2015: Club de la comedia, La Plata.
- Julio de 2015 – noviembre de 2015: Parque Temático Tecnópolis, San Martín. Show semanal los sábados.

## Programa de TV
En octubre de 2016 la señal TECtv anunció que se encuentra trabajando en un programa de televisión junto con el grupo Poper y la comediante Dalia Gutmann. Fue filmado en la Sala Crash de la Ciudad Autónoma de Buenos Aires, el Polo Científico Tecnológico y la Avenida Corrientes.

## Curiosidades
- En los show de Tecnópolis utilizaban como apertura y cierre la banda sonora de la película Star Wars, en cambio durante los shows en La Casa de la Comedia lo hacían con Baby’s on Fire de Die Antwoord.

- El debut en Tecnópolis fue ante 945 personas y al cabo del primer fin de semana habían sumado más de 3000 personas en cuatro shows.[13]

- Una confusa situación se vivió en Tecnópolis cuando una de las funciones semanales en La Nave de la Ciencia fue suspendida porque el escenario estaba siendo utilizado para una Conferencia de Pastores Evangélicos como parte del Jesus Fest.[14]

- El primer show para escuelas lo hicieron en el Colegio San Román de Belgrano, donde asistía en la década del 60 el conocido músico de rock Luis Alberto Spinetta.[15]

- Muchos de los integrantes habían tenido alguna relación en el pasado no solo como colegas científicos, si no compartiendo escenarios, como alumnos-docentes o en proyectos de divulgación.

- Fueron anfitriones en la entrega de Premios TECNOx 2015 (Estudiantes Latinoamericanos Aplicando Tecnologías). Su función era conducir la ceremonia intercalando actos de comedia para los presentes, donde había autoridades y representantes de varias universidades Latinoramericanas. Sin embargo, minutos antes del comienzo, un apagón sorprendió a toda el Aula Magna de la Facultad de Ciencias Exactas y Naturales donde se entregaban los premios. Fiel al estilo del grupo tomaron la situación con humor y condujeron la ceremonia iluminados solo por una lámpara, celulares y un par de linternas que iluminaban desde del público.
- La variedad temática del grupo trascendió lo artístico y varios integrantes que no se conocían por su trabajo científico por ser de diferentes disciplinas terminaron publicando juntos en revistas científicas especializadas.

- Han compartido escenario con el grupo de monólogos científicos uruguayos “Bardo Científico” tanto en Montevideo como en Buenos Aires.[7]

## Reconocimientos
En diciembre de 2015 recibieron el Premio “Me Gusta lo que Haces” que entrega el reconocido locutor Carlos Ulanovsky en su programa “Reunión Cumbre” de LRA Radio Nacional